# Tarragona Federal
Tarragona Federal: Portaveu del Partit Republicà Democràtic Federal de Tarragona. Va sorgir al 1910 i es va dissoldre al 1931 quan es va transformar de diari a setmanari. Segons Josep P. Virgili, era continuació del setmanari també tarragoní La Senyera Federal, que es va començar a publicar l'octubre de 1907. Figurava com a director Julià Nougués, i l'imprimia Esteve Pàmies. En aquest setmanari es van iniciar en el periodisme Antoni Rovira i Virgili, Rafael Homedes, Claudi Ametlla i altres.

## Història
Tarragona Federal era un diari on el contingut principal era polític encara que també donava importància a actes, conferències, discursos i trobades organitzades a través del Partit Republicà Democràtic Federal o seguidors i simpatitzants. Polemitzaven amb La Cruz i amb La Veu de Catalunya perquè eren contraris a la ideologia que propugnava Tarragona Federal.
Es conserva a la Biblioteca Hemeroteca Municipal de Tarragona (BHMT) i a la Biblioteca Pública de Tarragona.

## Aspectes tècnics
Quan era diari, Tarragona Federal constava de 12 pàgines amb 2 columnes cadascuna i un format de 34,5x24,5 cm. Com a curiositat, els titulars que es podien veure eren encapçalaments de les notícies, en la seva segona època es podran veure notícies de caràcter més informatiu.
Majoritàriament publicava en català, però son nombrosos els articles escrits en castellà.

## Seccions i col·laboradors
Les seccions que es podien llegir al Tarragona Federal eren "Informació Local", "Informacions diverses", "Informació comarcal", "Secció marítima" i "Esports" en la seva primera època. Més tard van ser "Cinematografia", "Del municipi", "Garbellades", "Noves", "Pàgina de la joventut", "D'aquí estant", "Tot bromejant" i "Notes comarcals".
Entre els col·laboradors habituals hi destaquen: Francisco Cañagueral, Josep Maria Valbuena, Pitus, Josep Jové i Cantijoch, Estanislau Salvador, Marcel·lí Domingo, Enrique Viana, Domingo de Fuenmayor, Ramón Nogués, Ailuj, Autònom i Modest Anfrons.